# Rüdiger Safranski
Rüdiger Safranski (ur. 1 stycznia 1945 w Rottweil) – niemiecki literaturoznawca, filozof i pisarz. Autor biografii Artura Schopenhauera i Martina Heideggera i Johanna Wolfganga von Goethego a także prac filozoficznych: Nietzsche: Biografia myśli i Zło: Dramat Wolności.